# 浄土三部経
浄土三部経（じょうどさんぶきょう）とは、大乗仏教の経である『仏説無量寿経』、『仏説観無量寿経』、『仏説阿弥陀経』の三経典をあわせた総称である。法然を宗祖とする浄土宗・西山浄土宗や親鸞を宗祖とする浄土真宗においては浄土三部経を根本経典としている。ただし時宗は『阿弥陀経』を重んじる。
浄土宗や西山浄土宗、浄土真宗などにおいて、下記の漢訳経典を浄土三部経という。
- 『仏説無量寿経』2巻 曹魏康僧鎧訳 252年頃[3]（略称『大経』）
- 『仏説観無量寿経』1巻 劉宋畺良耶舎訳 430-442年？[4]（略称『観経』）
- 『仏説阿弥陀経』1巻 姚秦鳩摩羅什訳 402年頃[3]（略称『小経』）

阿弥陀仏とその本願、またその仏国土（浄土）である「極楽」に関する教えなどが説かれている。詳細はそれぞれの項目を参照。
大正新脩大蔵経では、これらは「宝積部」に収録されている。
中国・日本において、浄土思想に言及する註釈書は古くよりたいへん多いが、この三経典を中心に撰述されている。

## 歴史
これらが「浄土三部経」と称されるようになったのは、法然が『選択本願念仏集』（『選択集』）において、以下のように記述したことに由来する。
初正明往生浄土之教者 謂三経一論是也
三経者 一無量寿経 二観無量寿経 三阿弥陀経也
一論者 天親往生論是也 或指此三経号浄土三部経也（中略）
是也今者唯是弥陀三部 故名浄土三部経也 弥陀三部者是浄土正依経也
初めに正しく往生浄土を明かす教というは、いわく三経一論これなり。
「三経」とは、一には『無量寿経』、二には『観無量寿経』、三には『阿弥陀経』なり。
「一論」とは、天親の『往生論』（浄土論）これなり。あるいはこの三経を指して浄土三部経と号すなり。（中略）
今はただこれ弥陀の三部なり。故に浄土三部経と名づくなり。弥陀の三部はこれ浄土の正依経なり。

## 三経一論
この「三経一論」の「一論」とは、法然『選択集』において「一論者 天親往生論」とあるように『往生論』をいう。『往生論』は略称で、正しくは『無量寿経優婆提舎願生偈』のことである。『浄土論』とも略称される。この論は、天親（世親）によって『無量寿経』を註釈したものとされ、菩提流支により漢訳されたものが現存する。2012年現在、サンスクリット語の原典は散逸しており発見されていない。

## 宗旨による違い
日本の浄土教諸宗においては、「三部経」のなかでも、それぞれ重視する経典が異なっている。
浄土宗（鎮西派）
『仏説観無量寿経』
西山浄土宗（西山派）
『仏説観無量寿経』
浄土真宗
『仏説無量寿経』
浄土真宗の宗祖とされる親鸞は、主著『顕浄土真実教行証文類』（『教行信証』）の「総序」の結びに、『大無量寿経』・「真実の教」・「浄土真宗」と記している。
時宗
『仏説阿弥陀経』
なお、上記の三宗と同じく称名念仏の宗派として成立した融通念仏宗では、『華厳経』・『法華経』を正依とし、『浄土三部経』を傍依としている。

## 注・出典
1. ↑  『浄土三部経』 - コトバンク
2. ↑  『時宗』 - コトバンク
3. 1 2  浄土宗・浄土真宗所説
4. ↑  藤田宏達『観無量寿経講究　安居本講』 真宗大谷派宗務所出版部、1985年、P.20-21
5. 1 2  中村元ほか（編）『岩波仏教辞典』（第二版）岩波書店、2002年10月、108頁。
6. ↑  ここでいう「浄土真宗」とは「真の宗教である浄土宗（法然）の教え」の意。宗旨としての意ではない。

## 別訳版
- 山口益・桜部建・森三樹三郎訳 『浄土三部経 大乗仏典6』 中公文庫、2002年
- 大角修訳・解説 『浄土三部経　全文現代語訳』 角川ソフィア文庫、2018年
- 正木晃訳著 『現代日本語訳　浄土三部経』 春秋社、2022年